# Aplidiopsis parvastigma
Aplidiopsis parvastigma är en sjöpungsart som beskrevs av Monniot 1991. Aplidiopsis parvastigma ingår i släktet Aplidiopsis och familjen klumpsjöpungar. Inga underarter finns listade i Catalogue of Life.